# Comuna de Modliborzyce
Modliborzyce (polaco: Gmina Modliborzyce) é uma gminy (comuna) na Polónia, na voivodia de Lublin e no condado de Janowski. A sede do condado é a cidade de Modliborzyce.
De acordo com os censos de 2004, a comuna tem 7311 habitantes, com uma densidade 47,7 hab/km².

## Área
Estende-se por uma área de 153,15 km², incluindo:
- área agricola: 55%
- área florestal: 36%

## Demografia
Dados de 30 de Junho 2004:
|                      | Total   | Total | Mulheres | Mulheres | Homens  | Homens |
| -------------------- | ------- | ----- | -------- | -------- | ------- | ------ |
|                      | pessoas | %     | pessoas  | %        | pessoas | %      |
| População            | 7311    | 100   | 3682     | 50,4     | 3629    | 49,6   |
| Densidade (pop./km²) | 47,7    | 100   | 24       | 24       | 23,7    | 23,7   |

De acordo com dados de 2002, o rendimento médio per capita ascendia a 1216,4 zł.

## Subdivisões
- Antolin, Bilsko, Brzeziny, Ciechocin, Dąbie, Felinów, Gwizdów-Kalenne, Kolonia Zamek, Lute, Majdan-Świnki, Michałówka, Modliborzyce, Pasieka, Słupie, Stojeszyn Drugi, Stojeszyn Pierwszy, Węgliska, Wierzchowiska Drugie, Wierzchowiska Pierwsze, Wolica Pierwsza, Wolica Druga, Wolica-Kolonia, Zarajec.

## Comunas vizinhas
- Batorz, Godziszów, Janów Lubelski, Potok Wielki, Pysznica, Szastarka